# 自然主义文学
自然主义文学作为西方文学的一个流派产生于19世纪下半叶的法国，19世纪末和20世纪初传至欧美和世界各国。自然主义文学是西方现实主义文学发展到极致蜕变的产物，也是生物学、遗传学等科学理论影响文学创作的结果。自然主义思潮持续的时间并不长，尽管“自然主义”一词本身来自绘画艺术领域，成就基本上只局限于文学领域。

## 理论背景
19世纪下半叶，法国处于第二帝国统治时期，经济和海外贸易有了巨大发展，加剧了殖民扩张的步伐。拿破仑三世在政治上实施高压政策，迫害共和派，国内知识阶层反抗运动如火如荼。1870年，法国在色当战役中败给日渐崛起的普鲁士，标志着法国在欧洲大陆霸主的地位开始为崛起的德语国家所威胁。国内矛盾的日益激化直接导致1871年巴黎公社的成立。
在这种社会历史背景下，实证主义、唯意志论和直觉主义等哲学思潮大行其道，19世纪欧洲文学的两大支流浪漫主义和现实主义纷纷受到质疑，单纯的浪漫激情或不遗余力的揭露现实已经无法满足知识阶层对文化新秩序的渴求。浪漫主义和现实主义开始更加紧密的跟流行的科学理念、哲学思潮结合，演变成一些新的文艺流派。自然主义就是最重要之一。
自然主义文学是现实主义文学吸收了实证主义、遗传学说和决定论的观点而发生演变的结果。
法国哲学家孔德（1789年－1857年）的实证主义是自然主义的理论基础。孔德是经典社会学的创始人之一，他主张只研究具体的事实和现象，而不追究事实和现象领域内的本质与规律性。这种观点实际上就是自然主义不同于现实主义的最显著特征。法国文学批评家泰纳（1828年－1893年）吸收并发扬了孔德观点，提出了著名的“种族、环境、时代”三要素说。他强调人受特定时代、特定环境和特定种族的影响，忽略人的社会属性。泰纳的观点是实证主义哲学在文学理论上的体现。
19世纪下半叶，自然科学得到迅猛发展，其中遗传学上取得的巨大进展是重要成就之一。遗传学家吕斯卡的《自然遗传论》把一切肉体的和精神的病例都归结为与遗传有关，遗传分为先天和后天两种。遗传可表现在外部相似或内部相似，一个家族成员的过失可以影响整个家族，其作用几乎包括到社会、政治、世俗等一切方面。这种对遗传作用的盲目夸大极大的影响到自然主义文学创作。
此外，自然主义文学还受到医学上决定论的影响。克洛德·贝纳尔（1813年－1878年）的《实验医学研究导论》以实验方法来对抗片面的经验论和唯理论。他把这种方法论称为决定论。决定论即指精确决定任何现象发生的条件。决定论认为自然界的客观因果具有必然性和规律性。左拉的《卢贡－马卡尔家族》就是在一理论的基础上建构起来的。

## 创作主张

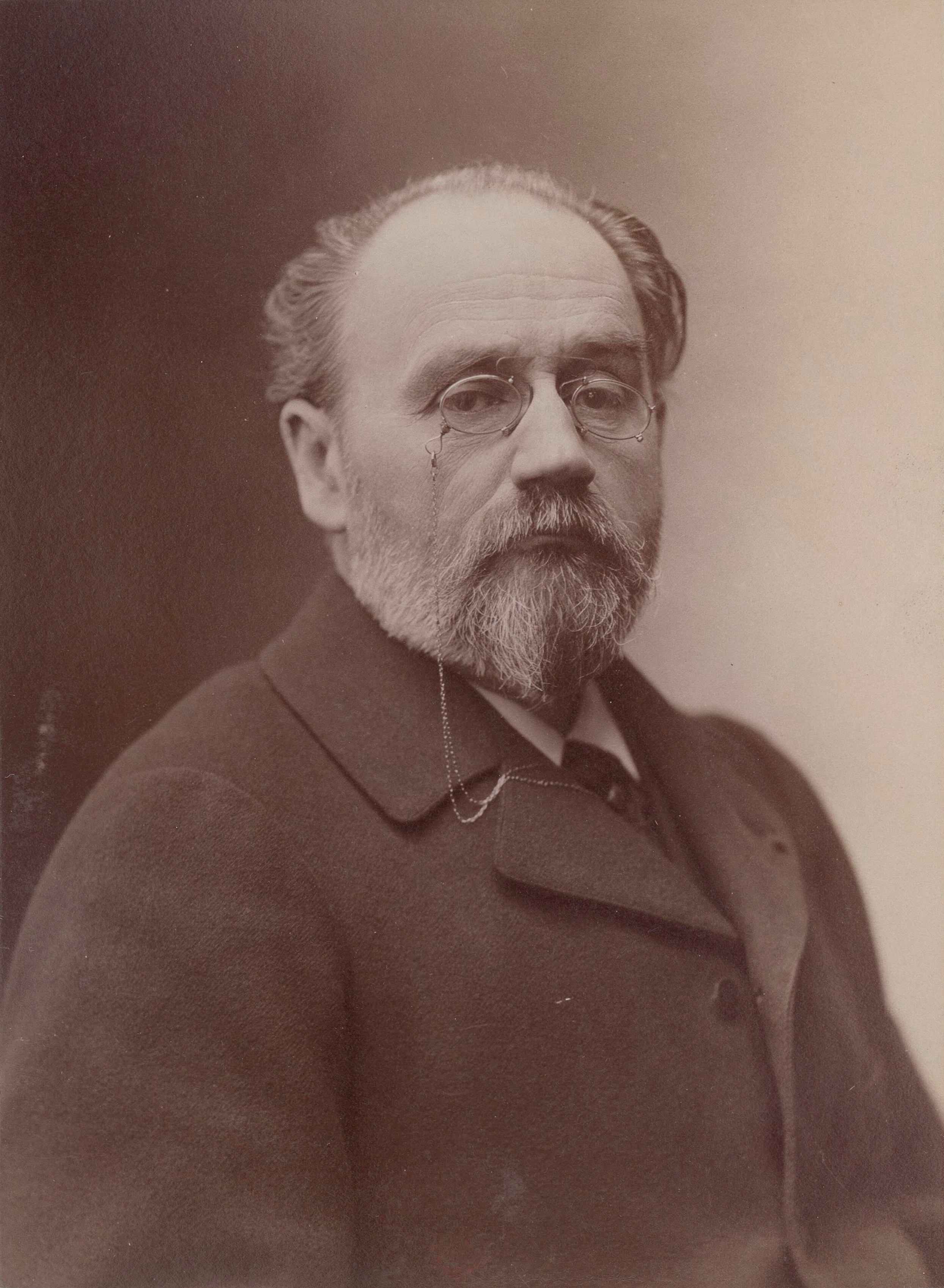
埃米尔·左拉

自然主义文学家们早期都曾深受近代法国文学中根深蒂固的现实主义的影响，对巴尔扎克、司汤达和福楼拜十分推崇。左拉认为巴尔扎克描画了整个世界，创建了现代小说，是自然主义小说之父。而福楼拜的《包法利夫人》则被自然主义者尊为典范，尽管福楼拜本人在更大程度上是一个现实主义作家。自然主义作家主张要像福楼拜那样，完全消失在叙述后面，做一个冷漠的解剖学者。而自然主义文学的另一位代表作家莫泊桑本人就是福楼拜的得意弟子，师承了福楼拜的现实主义创作方法。
1880年左拉发表了《实验小说》和《自然主义小说家》两部论文集，正式将这一文学思潮命名为“自然主义”。在富尔蒂埃尔词典中，对“自然主义”的解释是：“通过机理法则解释现象，不去寻求天生的原因”。左拉将这一概念引入文学，用以倡导一种追求纯粹的客观性和真实性、从生理学和遗传学角度去理解人的行动的创作理念。体现在文学作品中，自然主义文学力图事无巨细的描绘现实，给人一种实录生活和照相式的印象。
自然主义虽然在很大程度上继承了现实主义的一些理念，但在具体创作中却与现实主义有极大不同。首先，自然主义忽略典型人物的创造，只追求人物的气质特点和精神变态心理，这和现实主义原则大相径庭；其次自然主义文学淡化情节，不追求戏剧性的曲折变化，追求“没有波折”的境界，只向读者提供生活的记录，这也是违背现实主义原则的。自然主义文学对社会异化现象的感知的深度是现实主义文学无法企及的，这一点深刻的影响了20世纪的现代文学。

## 发展
自然主义文学产生于法国。龚古尔兄弟是法国自然主义文学的先驱。他们自称是描绘当代生活的小说家，乐于描写下层阶级，偏爱于病理学的特殊病例研究。《修女菲洛梅娜》描写一个见习医生得化脓性感染而死，《勒内·莫普兰》嘲讽资产阶级的道德。龚古尔兄弟经常将小说中的人物当作特殊的精神病例来分析。在语言上，他们打乱句法的逻辑因素，以肢解的句子、大胆的新词和有意的不符合语法的句子来表达短暂的印象。龚古尔兄弟在法国文学史上地位极高，如今法国文学界最高奖就以他们的名字命名。
埃米尔·左拉（1840年－1902年）是法国自然主义文学的代表人物和成就最高者。他的代表作《卢贡－马卡尔家族》是自然主义文学的丰碑，也是继巴尔扎克《人间喜剧》之后另一法语小说大系，共包括20部长篇小说。这部巨著在于描写“第二帝国的一个家族的自然史和社会史”，是描绘法兰西第二帝国的一部编年史似的历史画卷。其中优秀的作品包括《娜娜》、《小酒馆》、《萌芽》等。左拉从80年代其开始理论著述，系统阐述自然主义主张。以左拉为中心形成了所谓的“梅塘集团”，是法国自然主义的核心集团。
除左拉外，居伊·德·莫泊桑（1850年－1894年）也是自然主义文学的杰出代表。莫泊桑是人类文学史上罕见的短篇小说大师，与俄国的契诃夫齐名。莫泊桑是现实主义文学大师福楼拜的弟子，早年在福楼拜的指导下接受严格的现实主义技法训练，因此莫泊桑的短篇小说结构十分严谨。他的代表作包括《羊脂球》、《一生》、《漂亮朋友》等。莫泊桑的小说重视心理分析和朦胧潜意识的研究。他的美学思想体现在论文《论小说》中。他一方面坚持现实主义的真实论，一方面又认为作家必须保持无动于衷，“不着痕迹，看上去十分简单，使人看不出也指不出作品的构思，发现不了他的意图”。
1880年代，自然主义超越法国国界，传至欧美其他国家。
德国诗人团体“突破”宣传自然主义，“自由剧场”的创立为自然主义戏剧提供了舞台。盖尔哈特·霍普特曼（1862年－1946年）是德国自然主义文学的重要作家，剧作《日出之前》以自然主义手法表现德国的社会矛盾，把富人道德沦丧的原因归结为酒精中毒的遗传。表现劳资矛盾和工人起义的《织工》则从自然主义转向现实主义。
在英国，受自然主义影响而出现“贫民窟文学”，热衷于表现生活中卑污、可怕的东西。乔治·吉辛（1857年－1903年）的作品描写伦敦贫民窟中强徒横行，穷人无法摆脱饥饿和无法克服遗传的影响。莫利逊的《陋巷故事》描写有严重精神缺陷、像野兽般的贫民生活。
瑞典的剧作家约翰·奥古斯特·斯特林堡（1849年－1912年）早期的剧作也属于自然主义范畴，后来转向现代主义。
此外，自然主义在意大利、俄国、美国和日本也有较大影响。

## 评价
自然主义是西方近代文学的重要流派，也是近代文学向现代文学转化的过渡流派，对20世纪的现代主义文学诸思潮产生了深刻的影响。现代主义文学追求非理性、无意识的境界其实就是从自然主义处继承而来。自然主义作为连接现实主义和现代主义的桥梁起到了承前启后的重要作用。
然而由于自然主义否定现实主义的创作技法，又不似现代主义创立自己的理论体系，因此存在时间很短暂。许多自然主义作家都在后期转投其他流派。法国的自然主义文学在1870年代－1880年代达到颠峰，之后便逐渐衰落。在法国以外，自然主义思潮影响并不非常显著，很快就被新兴的象征主义和表现主义所超越。尽管如此，自然主义的重要性却是勿庸置疑的，因此在西方文学史上将自然主义文学看作是和浪漫主义文学、现实主义文学并举的重要流派。